# Корейская медаль (Норвегия)
Корейская медаль — ведомственная памятная награда вооружённых сил Королевства Норвегия.

## История
Корейская медаль была учреждена 29 апреля 1955 года для награждения персонала норвежского полевого госпиталя, организованного по мандату ООН в Корее во время Корейской войны.
Медаль присуждалась Министерством обороны Норвегии по представлению военных медиков сотрудникам норвежского полевого госпиталя, прослуживших на месте не менее двух месяцев.

## Описание
Медаль круглой формы из бронзы.
Аверс несёт норвежский коронованный гербовой щит, помещённый на декоративную решётку.
На реверсе на венок из двух лавровых ветвей наложены три флага: сверху норвежский военный флаг, ниже флаги ООН и Республики Корея. У края медали, по окружности, надпись: «NORSK • FELTSYKEHUS • KOREA • 1951—1954» (Норвежский полевой госпиталь Корея 1951—1954).
Лента медали — норвежских национальных цветов, красная с белой и синей полосками по краям.